# トシェビーチのユダヤ人地区と聖プロコピウスのバシリカ
トシェビーチのユダヤ人地区と聖プロコピウスのバシリカは、チェコの世界遺産の1つで、キリスト教徒とユダヤ教徒の共存を伝えているトシェビーチのユダヤ人地区、ユダヤ人墓地、聖プロコピウスのバシリカの3件を対象としている。

## 登録経緯
トシェビーチに残るユダヤ人地区とユダヤ人墓地はいずれもチェコ最大規模とされるものであり（後述）、1990年にトシェビーチが歴史保護区の指定を受けた際に、聖プロコピウスのバシリカとともに保護区内に含まれた。
世界遺産としての正式な推薦は2001年11月16日に行われた。ユダヤ人地区そのものはプラハ歴史地区の一部など、既存の世界遺産登録物件にも存在した。しかし、トシェビーチのユダヤ人地区は「シナゴーグ、学校、病院、工場などのような、ユダヤ人集落の全機能を含む最も完全な」ものであり、中央ヨーロッパのユダヤ人地区を代表すると評価され、世界遺産委員会の諮問機関である国際記念物遺跡会議(ICOMOS) は「登録」を勧告した。
2003年の第27回世界遺産委員会では勧告通りに登録が認められ、チェコでは12件目の世界遺産となった。

### 登録名
世界遺産としての正式名は英語: Jewish Quarter and St Procopius' Basilica in Třebíč、フランス語: Le quartier juif et la basilique Saint-Procope de Třebíčである。その日本語名は、都市名をどう表記するかも含めて以下のように揺れがある。
- トジェビーチのユダヤ人街とプロコピウス聖堂 - 日本ユネスコ協会連盟[5]、世界遺産検定事務局[6]
- トシェビーチのユダヤ人街とプロコピウス聖堂 - 世界地名大事典[7][注釈 1]
- トジェビーチのユダヤ人街区と聖プロコピウス聖堂 - 世界遺産百科[8]
- トシェビチのユダヤ人地区と聖プロコピウスのバシリカ - 成美堂出版編集部[9]
- トシェビーチのユダヤ人地区と聖プロコプ教会 - なるほど知図帳[10]
- トゥシェビーチのユダヤ人街と聖プロコピウス大聖堂 - 地球の歩き方編集室[11]
- トルシェビチのユダヤ人街と聖プロコピウス大聖堂 - 古田陽久・古田真美[12]

## 構成資産

### ユダヤ人地区

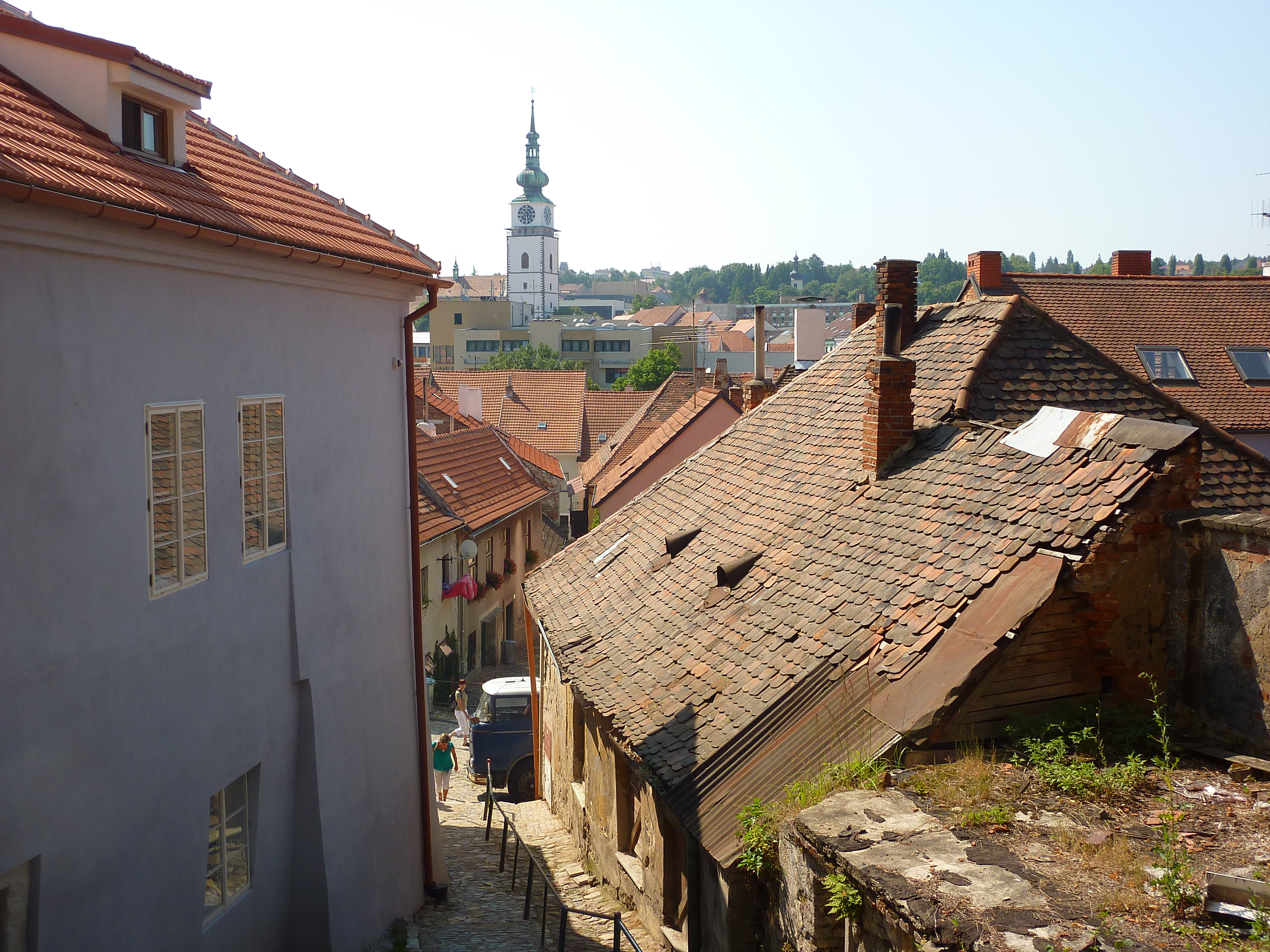
ユダヤ人地区

トシェビーチでは1101年にベネディクト会の修道院が設立され、これが市場の成立、ひいては町の形成に繋がった。市場が形成されて商人が訪れるようになると、そこに含まれていたユダヤ人の中には修道院近くに定住する者も現れ、これが最初のユダヤ人居住区の成立に結びついた。この集落は15世紀になるとイフラヴァ川左岸に移転し、これが現存するユダヤ人地区の起源となった。トシェビーチはボヘミア兄弟団の影響が強かった時期を経て、三十年戦争初期の白山の戦い（1620年）を機にカトリックのヴァルトシュテイン家の支配下に入ったが、同家はプロテスタントやユダヤ人には寛容な姿勢を保った。この地区のユダヤ人は当時の他の町と異なり、手工業技術の習得が認められていたため、16世紀から17世紀には商業のほか、手工業を営む者たちもいた。
19世紀初頭のトシェビーチのユダヤ人は1,170人を数え、これはモラヴィア地方最大だったとされる。1890年には約1,500人になり、第二次世界大戦直前には1,700人に達したと言われるが、ナチスのユダヤ人迫害によって多くが流出し、残ったのは300人に過ぎなかった。その300人も強制収容所送りとなり、3人を除いて皆死んだ。そのため、ユダヤ人地区に住むユダヤ人はいなくなり、戦後は非ユダヤ人の低所得者層などが入居した。しかし、かつてのユダヤ色の残る123棟の住宅や、新旧2つのシナゴーグが保存されており、それらが世界遺産に登録された。
世界遺産の構成資産としての「ユダヤ人地区」(The Jewish Quarter, ID1078-001) は面積 4.34 ヘクタール、緩衝地帯は、他の構成資産との合算で136.89 ヘクタールである。

### ユダヤ人墓地

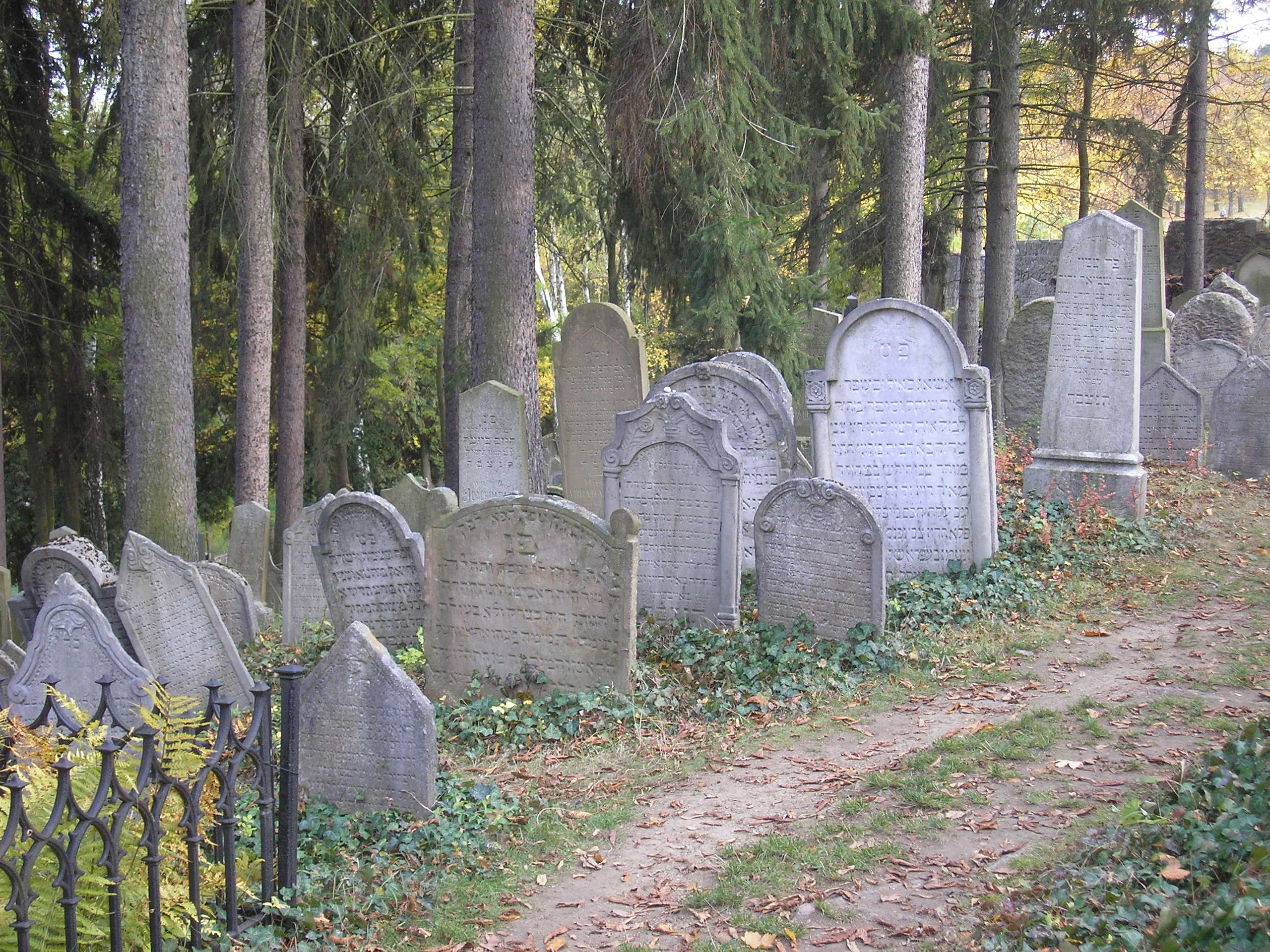
ユダヤ人墓地

トシェビーチに最初に作られたユダヤ人墓地は修道院の近くにあったが、15世紀のハンガリー侵攻で破壊された。代わりとなる墓地は高台の上に築かれ、これが現存するユダヤ人墓地となっている。現存する墓地について、ICOMOSの勧告書では15世紀以来の部分と19世紀以降の部分に分けられると説明されているが、いくつかの日本語文献では17世紀前半の墓が現存最古とされている。ユダヤ人墓地としてはチェコ最大で、墓の数は約3,000とも約4,000ともいわれる。
20世紀初頭には墓地入り口に葬礼用の「儀式の家」が建てられた。
世界遺産構成資産としての「ユダヤ人墓地」(The Jewish Cemetery, ID1078-002) の面積は1.13 ヘクタールである。登録当初は1.23 ヘクタールだった。

### 聖プロコピウスのバシリカ

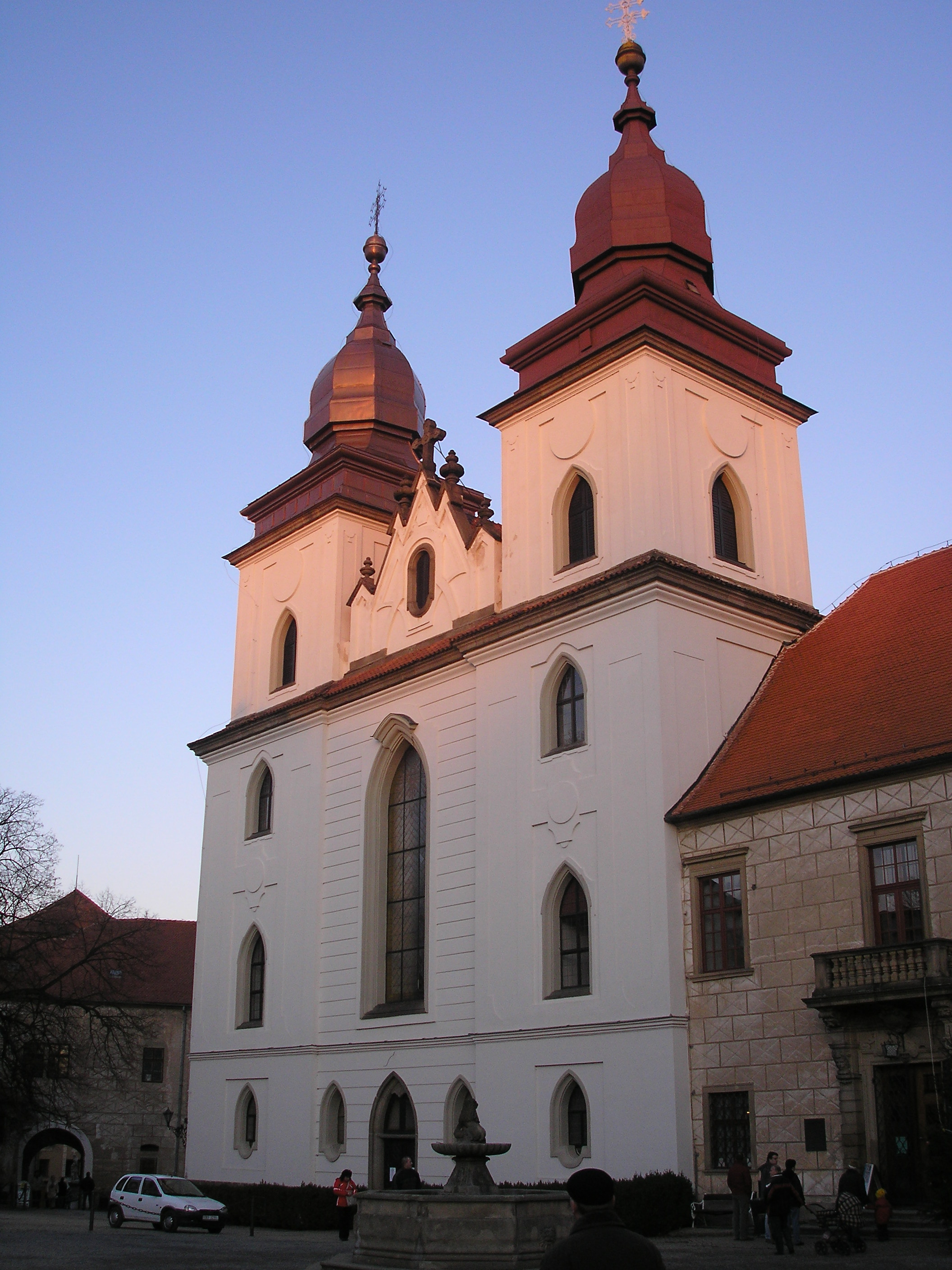
聖プロコピウスのバシリカ

聖プロコピウスのバシリカ（聖プロコプ教会）は13世紀に建設された。
もともとはベネディクト会修道院の附属聖堂であり、かつては聖マリア大聖堂と呼ばれていた。しかし、1468年のハンガリー軍の侵攻によって修道院とバシリカは破壊された。バシリカは再建されたものの、16世紀に城として再建された修道院ともども、宗教的な機能を喪失することとなった。もともとのバシリカはロマネスク様式で、フランス、ドイツなどの影響を受けた初期ゴシック建築の要素が混じっていたが、18世紀にマキシミリアン・カニュカの改修を経て、バロック建築の要素も加わった。
世界遺産構成資産としての「聖プロコピウスのバシリカ」(St Procopius’ Basilica, ID1078-003) の面積は1.08 ヘクタールである。世界遺産の構成資産としての聖プロコピウスのバシリカは、「ユダヤ人集落建設の動機付けとなった文化的・経済的文脈を代表する」ものと位置づけられている。

## 登録基準
この世界遺産は世界遺産登録基準のうち、以下の条件を満たし、登録された（以下の基準は世界遺産センター公表の登録基準からの翻訳、引用である）。
- (2) ある期間を通じてまたはある文化圏において、建築、技術、記念碑的芸術、都市計画、景観デザインの発展に関し、人類の価値の重要な交流を示すもの。
  - 世界遺産委員会はこの基準の適用理由について「トシェビーチのユダヤ人地区と聖プロコピウスのバシリカは、ユダヤ教とキリスト教という2つの異なる文化の間での何世紀にもわたる諸価値の共存および交流を証明するものである」[28]とした。

- (3) 現存するまたは消滅した文化的伝統または文明の、唯一のまたは少なくとも稀な証拠。
  - 世界遺産委員会はこちらについては「トシェビーチのユダヤ人地区は、中央ヨーロッパにおけるユダヤ人のディアスポラに関わる文化的伝統の傑出した例証である」[28]とした。